# Westpark (München)

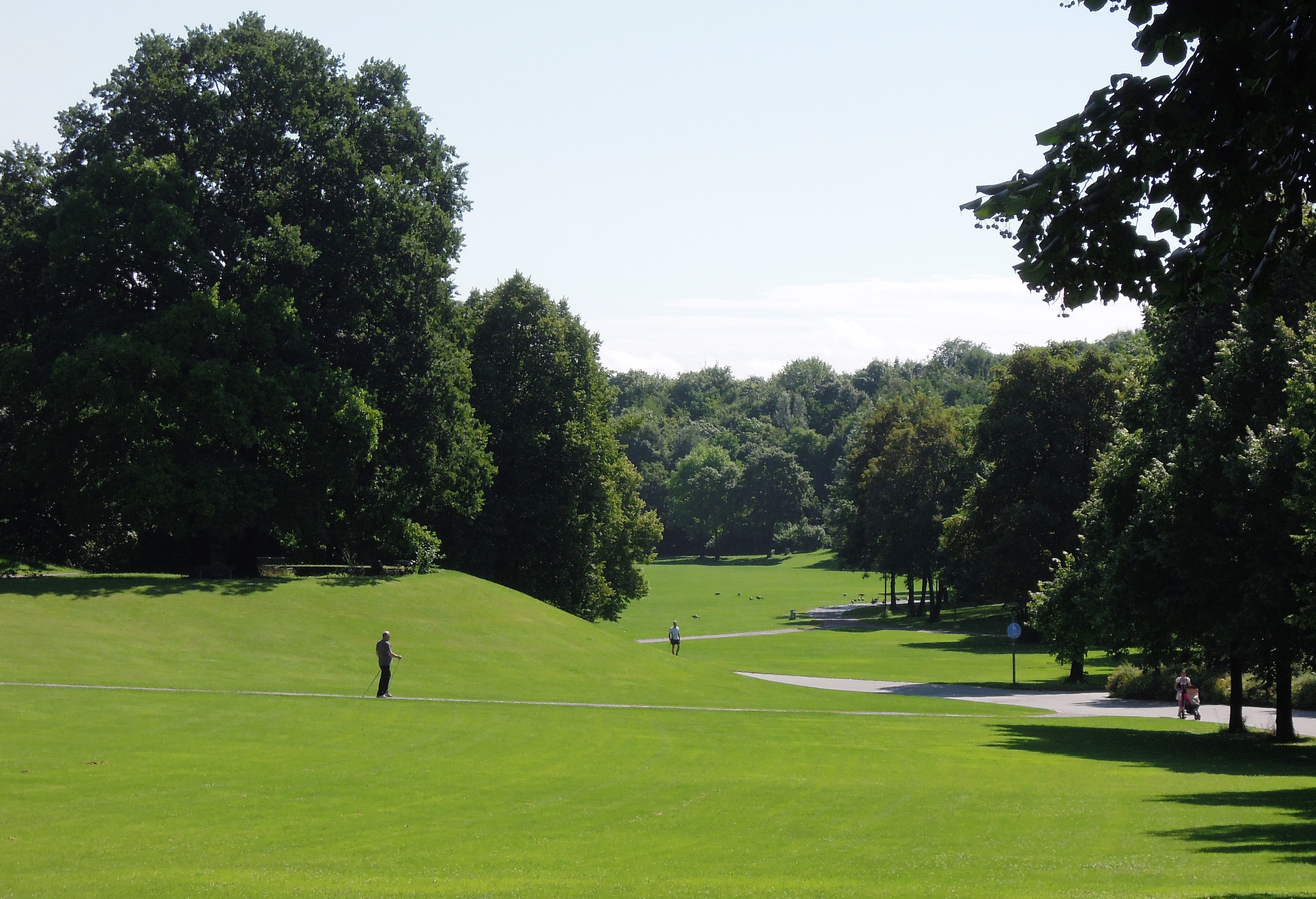
Panoramazicht op het Westpark

Het Westpark is een park in het Duitse stadsdeel Sendling-Westpark van de Beierse hoofdstad München.
Het park werd van januari 1978 tot de opening op 28 april 1983 aangelegd voor de Internationale Gartenbauausstellung 1983 naar een ontwerp van de plaatselijke landschapsarchitect Peter Kluska die winnaar werd van een ontwerpwedstrijd. Het was de tiende editie van de internationale tuinbouwtentoonstelling die door het Bureau International des Expositions werd georganiseerd en waarvoor het stadsbestuur van München zich op 25 mei 1977 had kandidaat gesteld.
Tot de sluiting op 9 oktober 1983 bezochten tot 250.000 bezoekers per dag het park. Uiteindelijk bezochten bijna 12 miljoen mensen de IGA 83. Het hele project kostte 76 miljoen Duitse mark waarvan 15 miljoen door de Freistaat Bayern werden betaald. Na afloop werd het park ontmanteld en kreeg het de huidige inrichting. In september 1984 werd het park door burgemeester Georg Kronawitter weer opengesteld voor het publiek.
Het 69 ha grote park strekt zich langgerekt van west naar oost uit over een afstand van 2,6 km. Het park wordt van noord tot zuid middendoor gedwarst door de Garmischer Straße (Mittlerer Ring) die het park in een westelijke en oostelijke sectie verdeelt, verbonden door een groen, breed voetgangers- en fietsviaduct.
Het park biedt spel- en sportvelden, barbecuefaciliteiten, twee biergartens, een restaurant en wandel-en fietspaden. Bloemvelden en vaste planten, een alpinum, een rozentuin, een historische tuin, een blindentuin, het Oost-Azië ensemble met tuinen en gebouwen waaronder een Chinese tuin, een Japanse tuin, een Nepalese pagode en een Thaise sala, evenals andere nationale tuinen zijn attracties voor bezoekers en maken het Westpark het meest bezochte stadspark in München. In het park zijn ook een aantal kunstwerken in de openbare ruimte opgesteld, van onder meer Alf Lechner, Makoto Fujiwara, Jean Clareboudt, Rudolf Wachter en Lothar Fischer.
Het rosarium heeft 20.000 rozen van 500 variëteiten, het westelijk meer heeft een podium in het water waar tijdens het zomerseizoen filmvoorstellingen, muziek- en theateroptredens worden georganiseerd. De Japanse tuin in de stijl van de Heianperiode is een gift van partnerstad Sapporo. De Nepalese pagode werd gefabriceerd door tweehonderd plaatselijke houtkappers en vervolgens naar Duitsland verscheept. De Thaise sala huisvest een gezegende Gautama Boeddha.
Het park wordt over zijn volledige lengte en meerdere toegangen ontsloten door openbaar vervoer, waaronder de U-Bahn van München die met de U6-metrolijn van op drie metrostations toegang biedt: Holzapfelkreuth, Westpark en Partnachplatz. De stations werden alle drie in gebruik genomen 12 dagen voor de opening van de IGA 83.

## Galerij

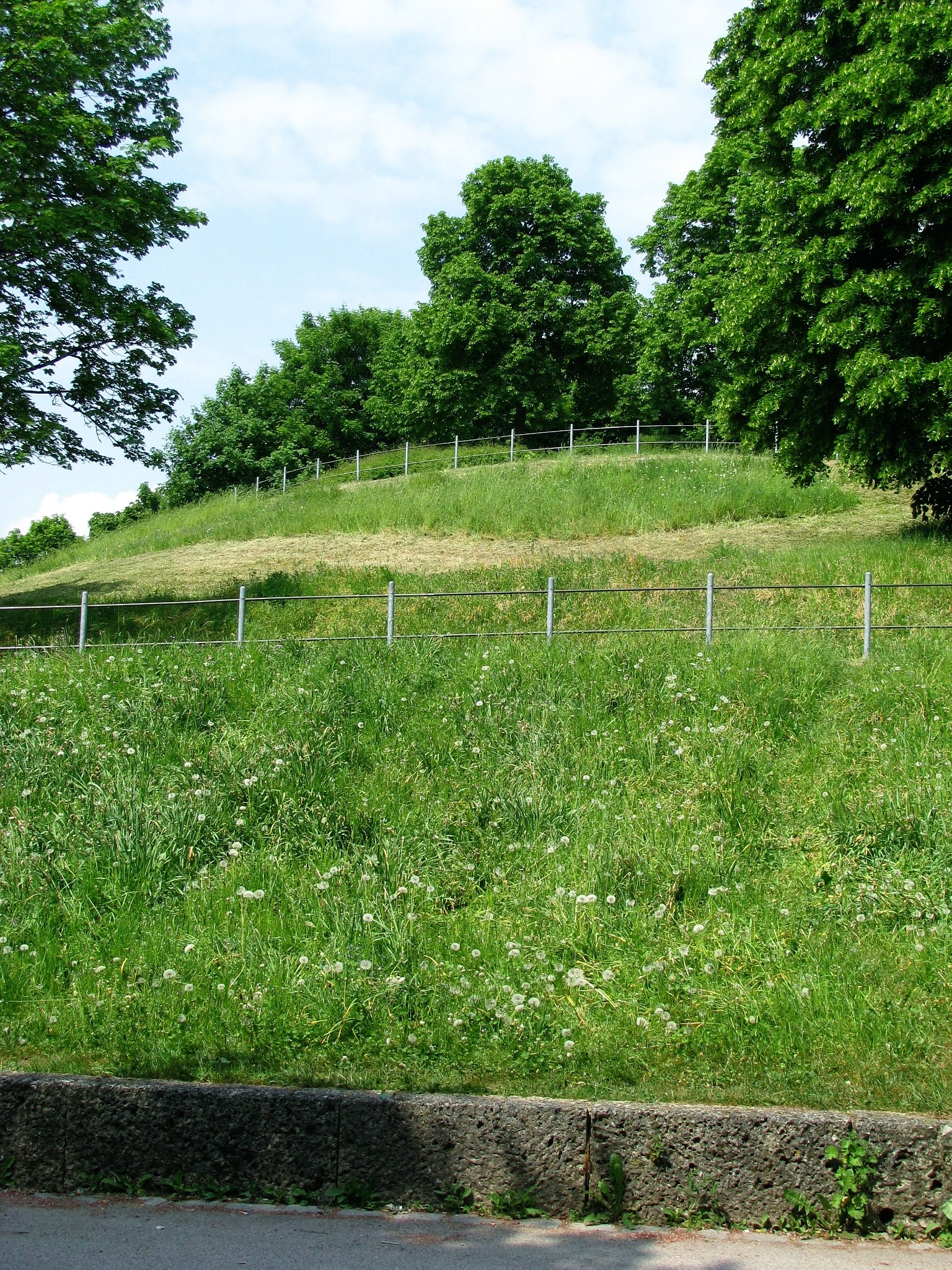
Bergheuvel
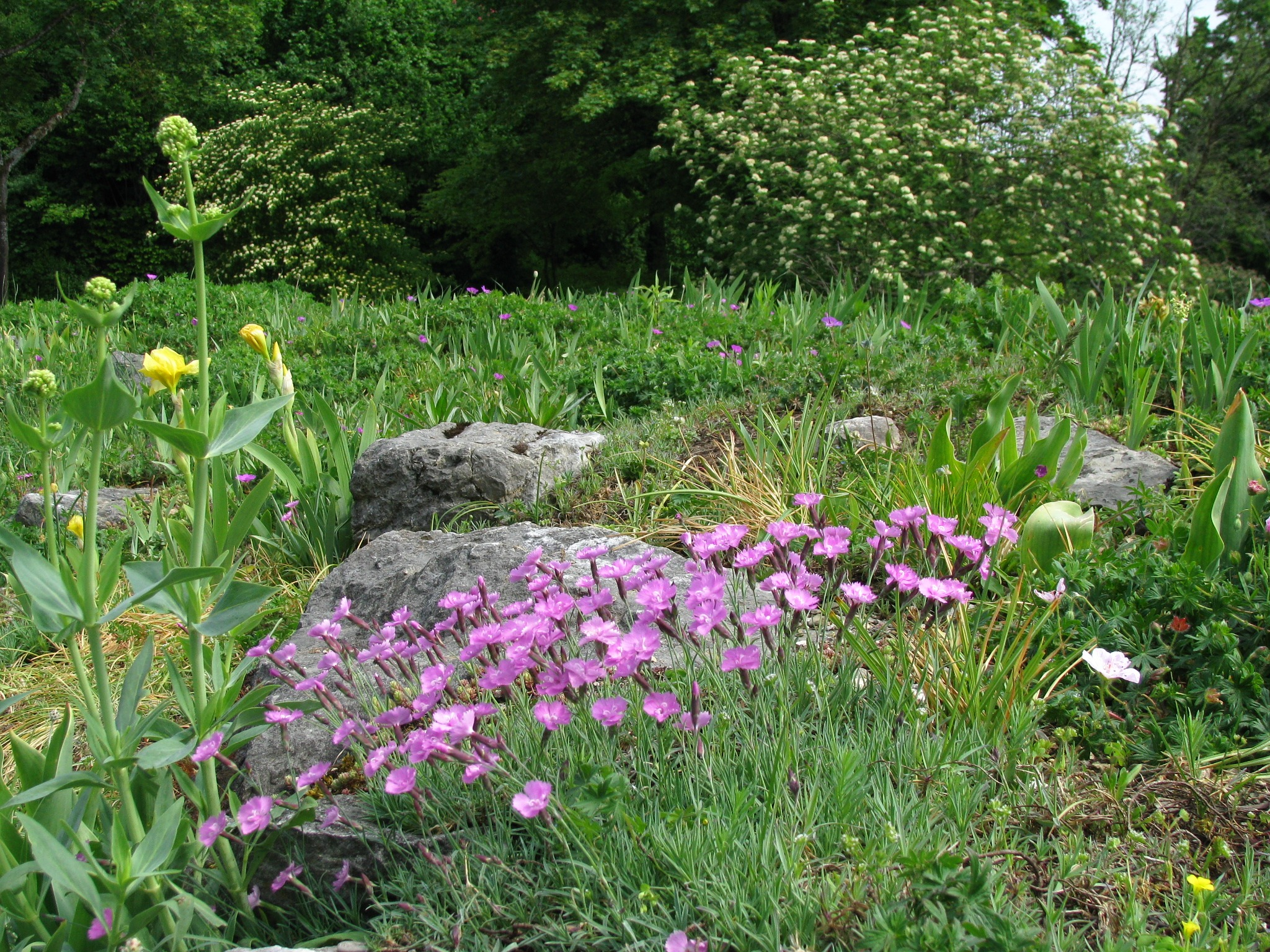
Alpinum
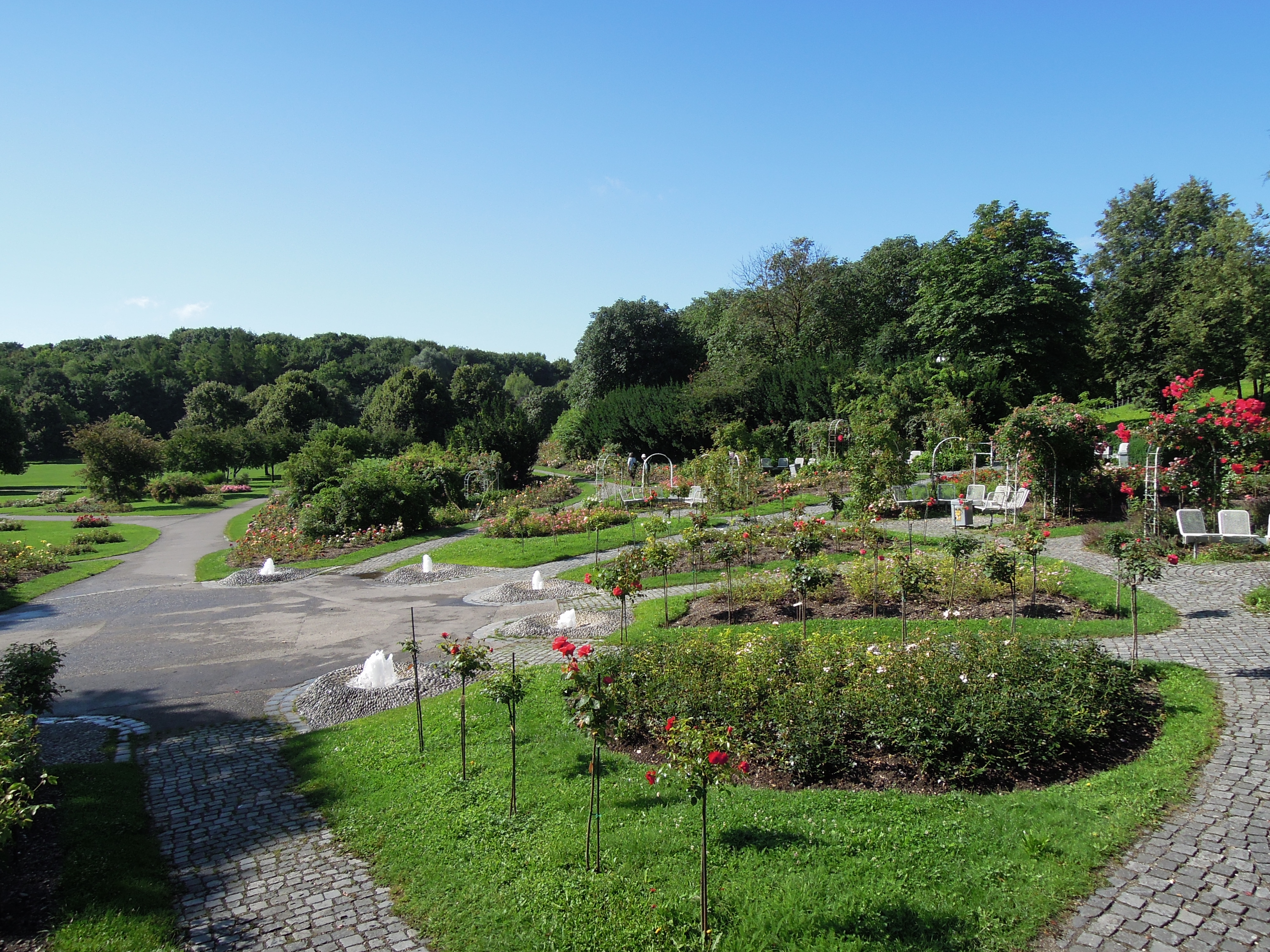
Rosarium
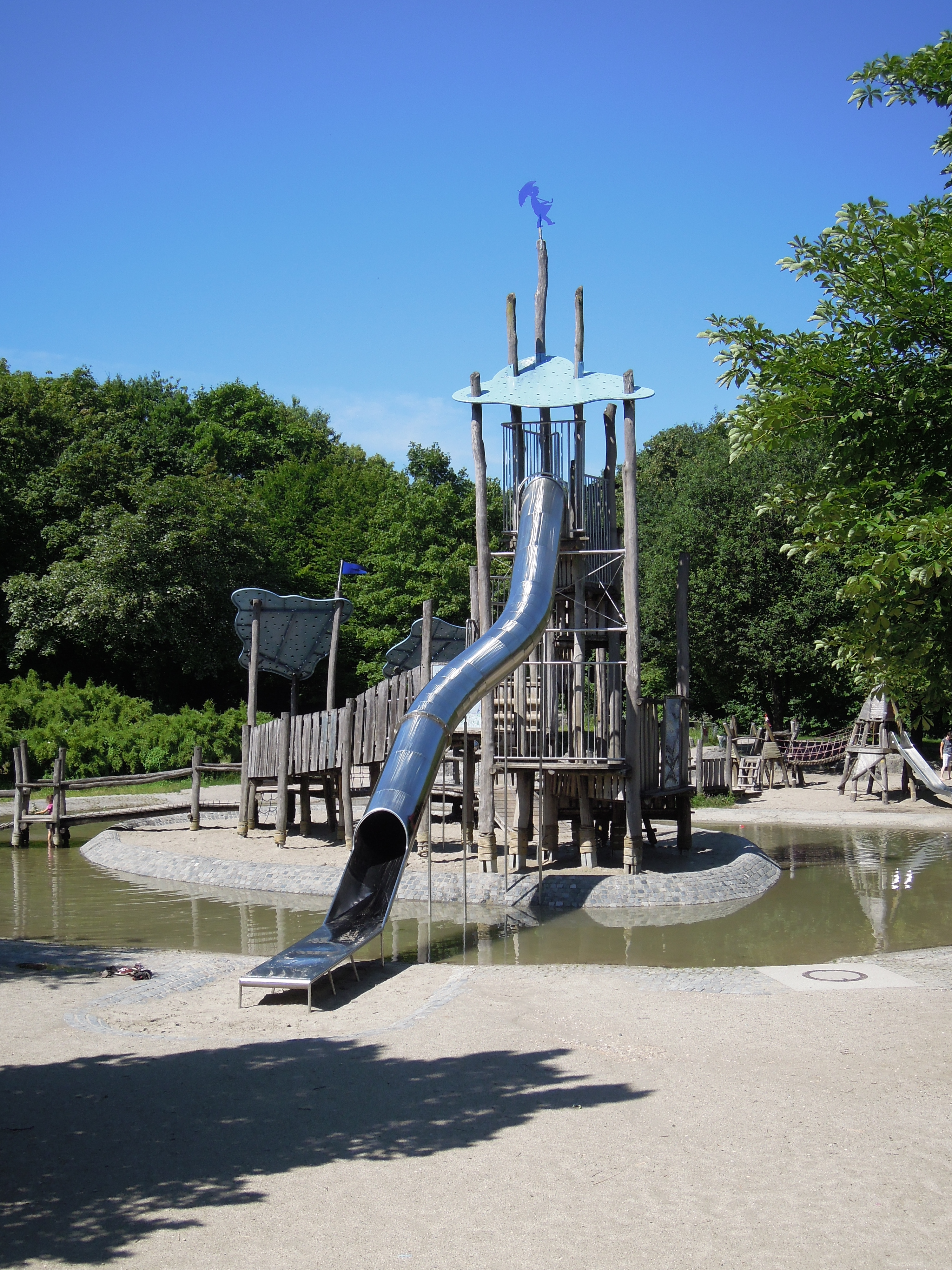
Speeltuin
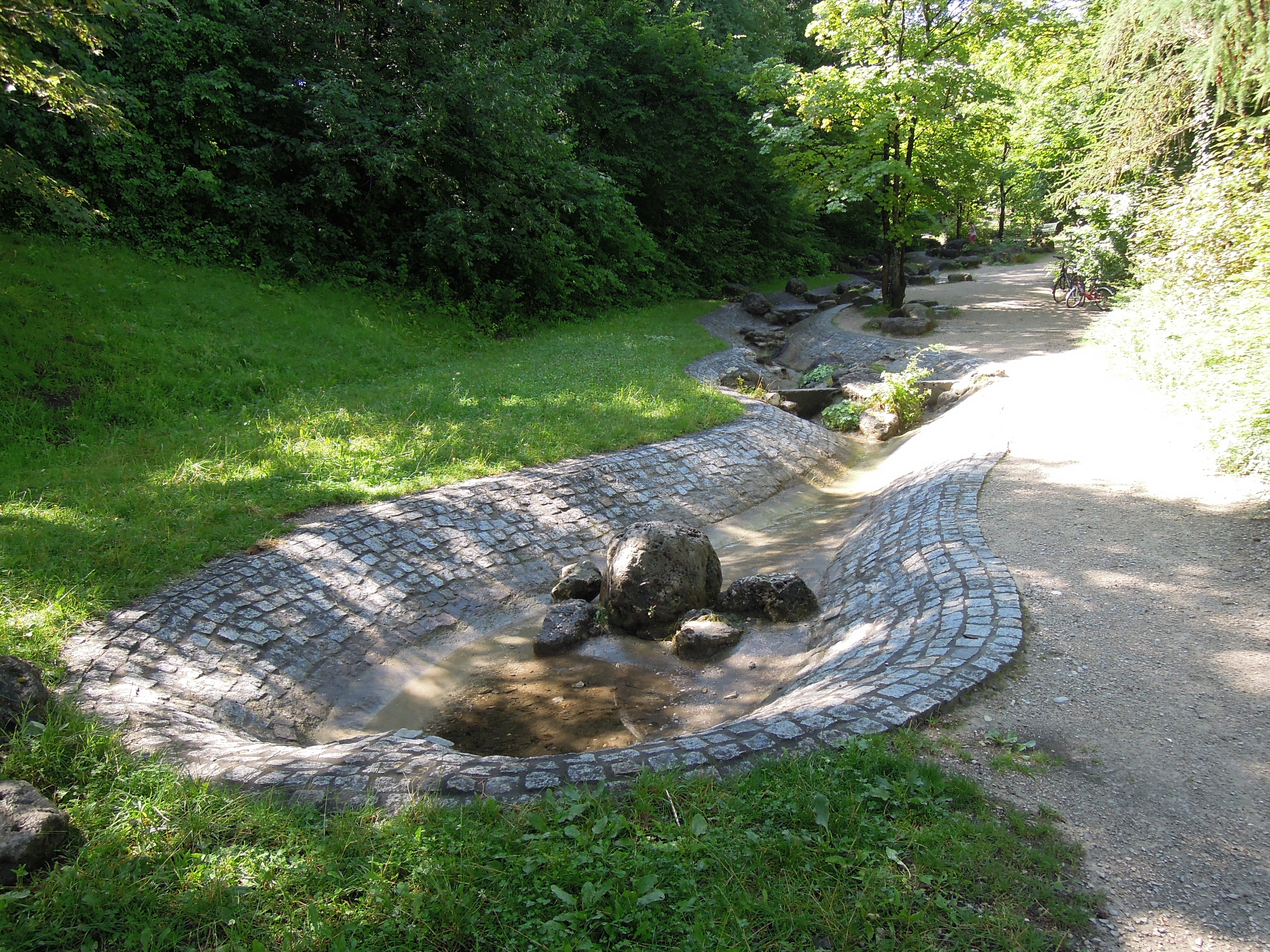
Waterspel
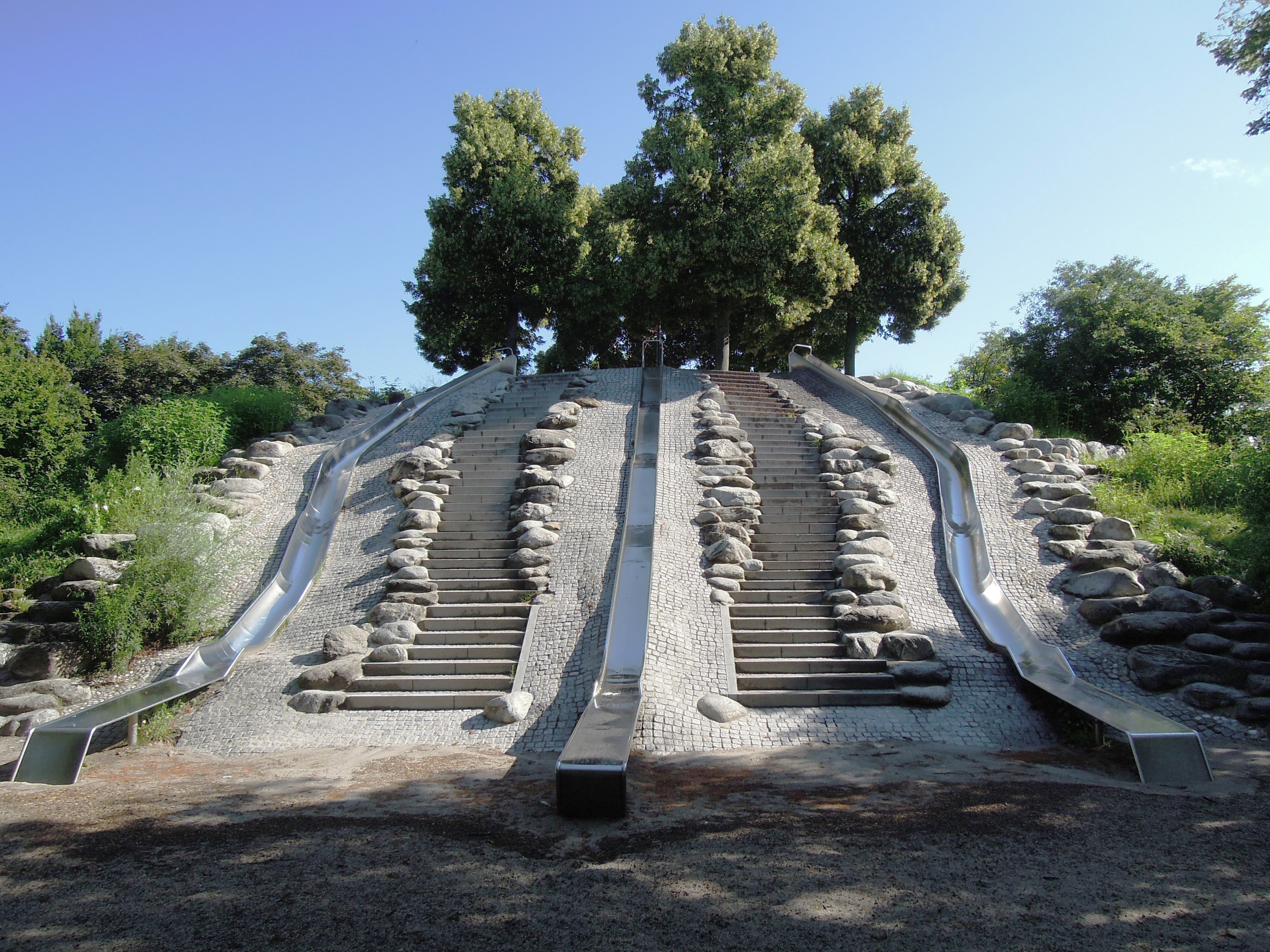
Glijbaan
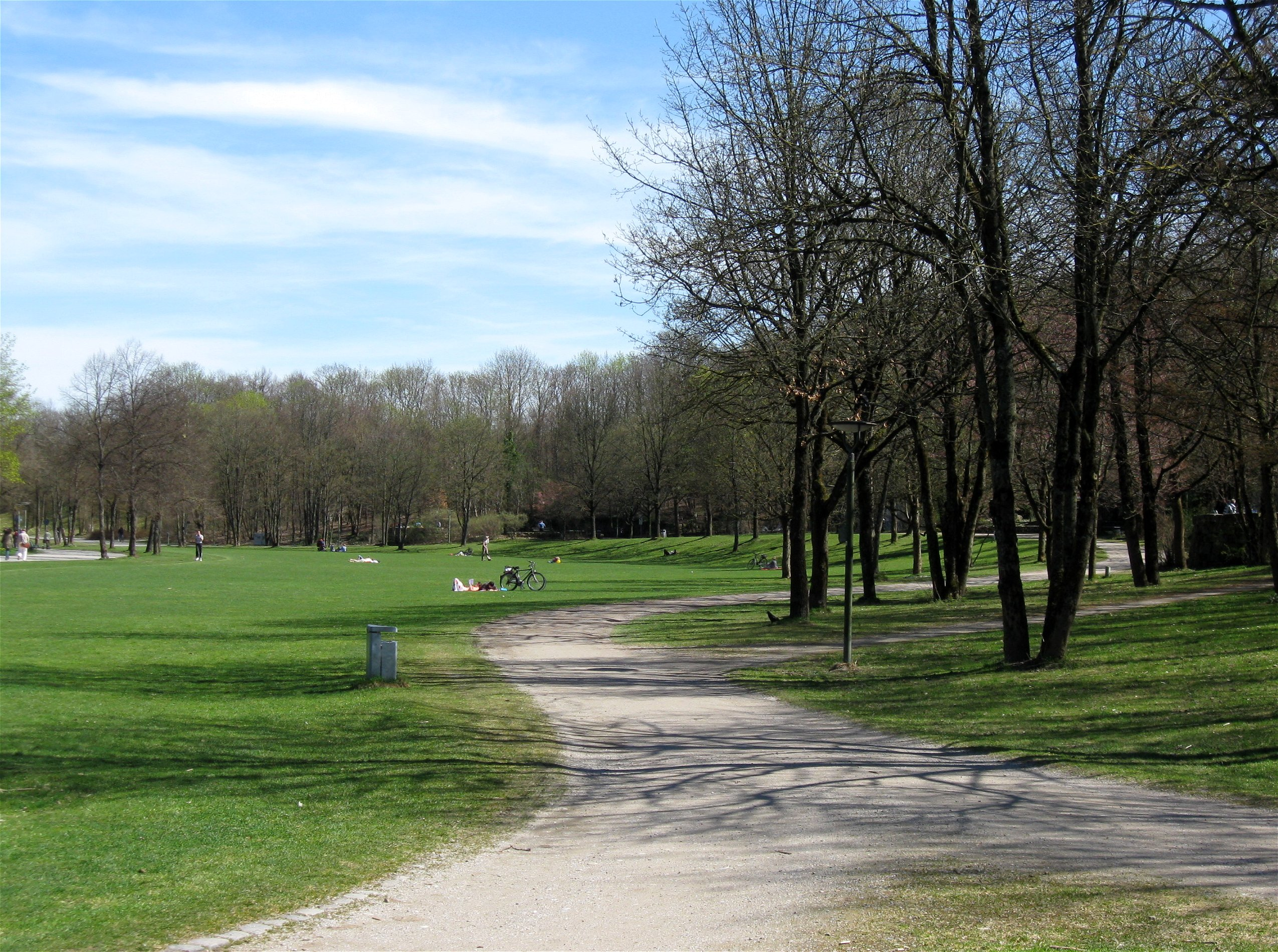
Westpark
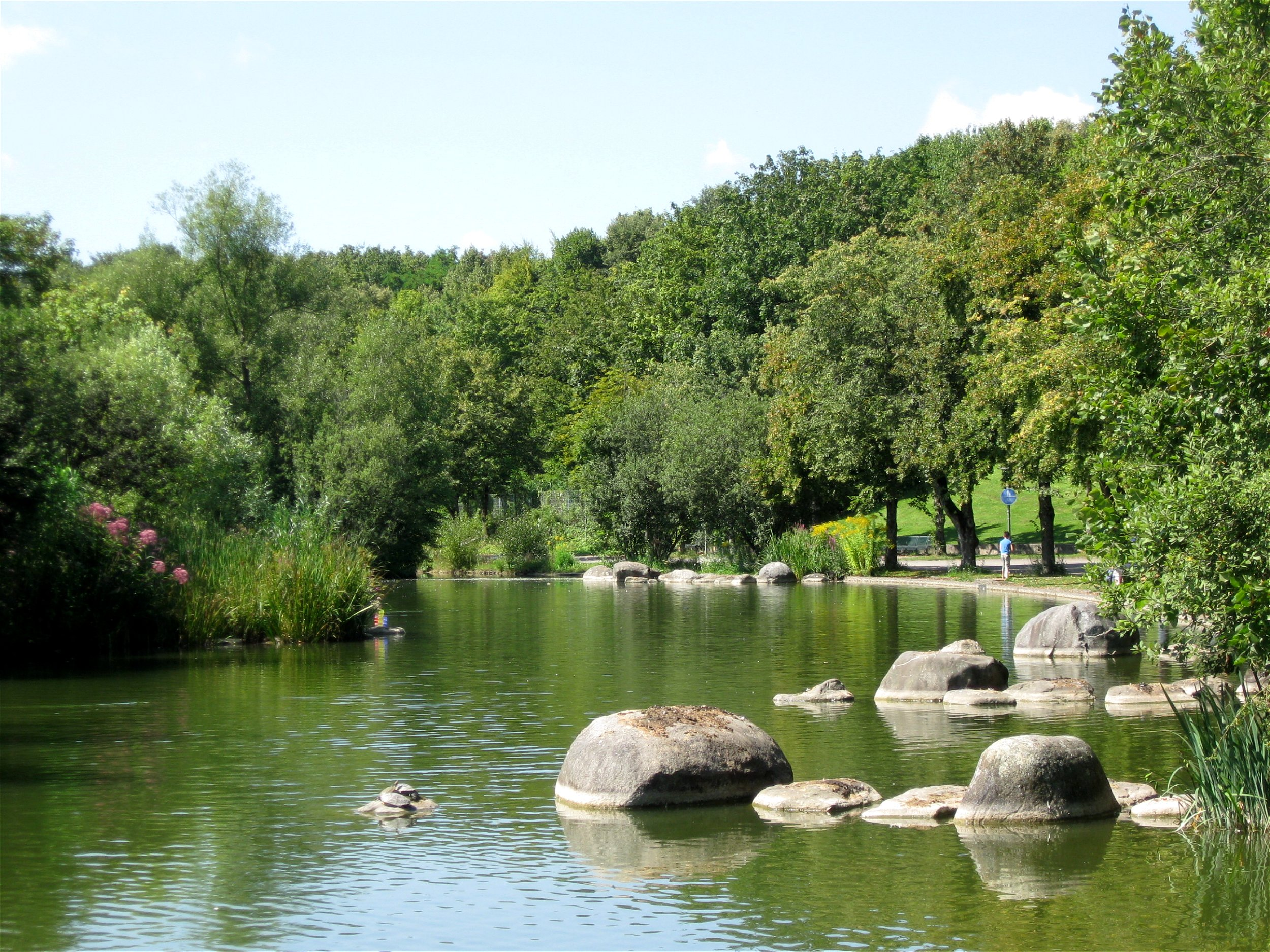
Mollsee
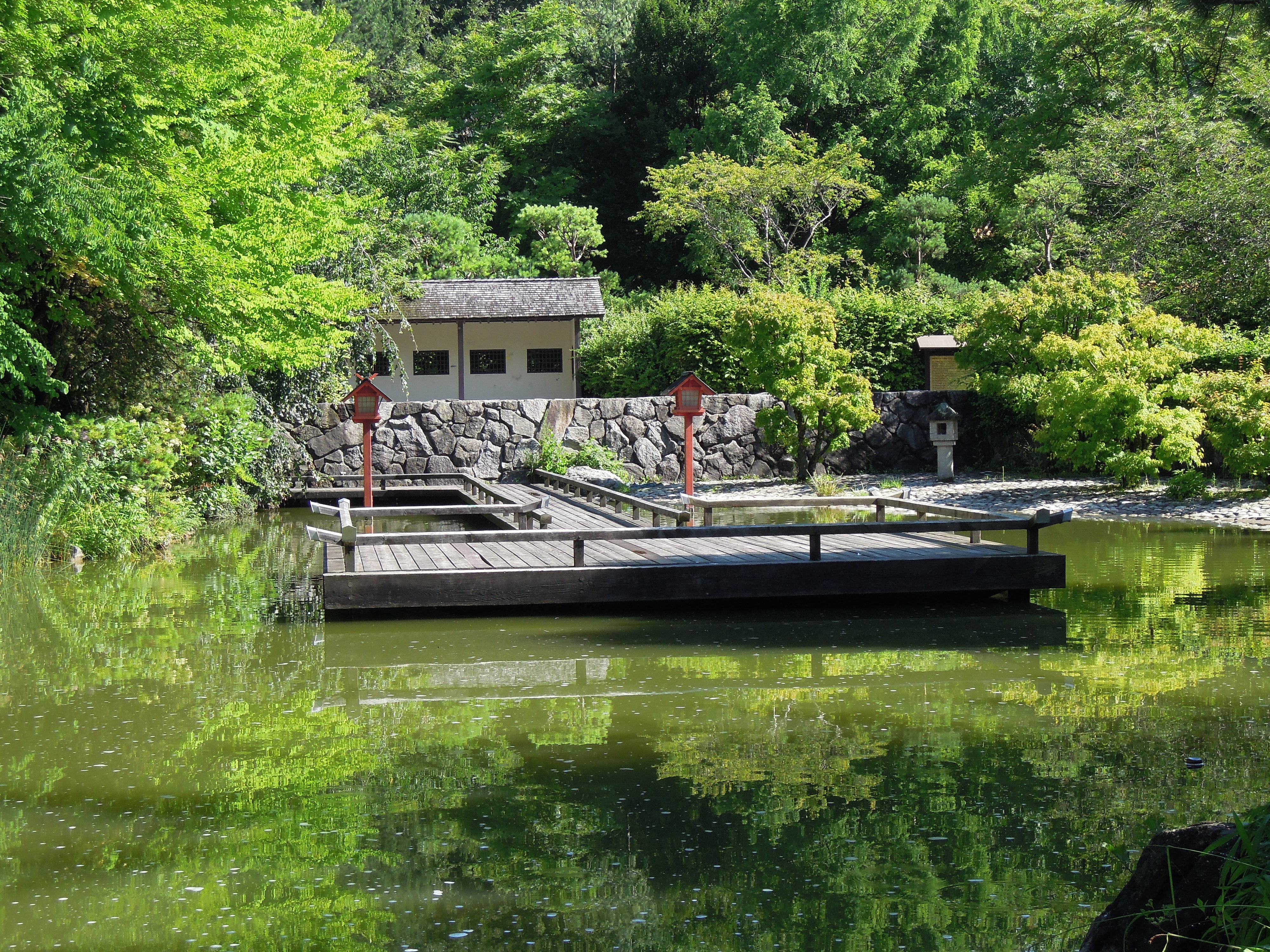
Japanse tuin
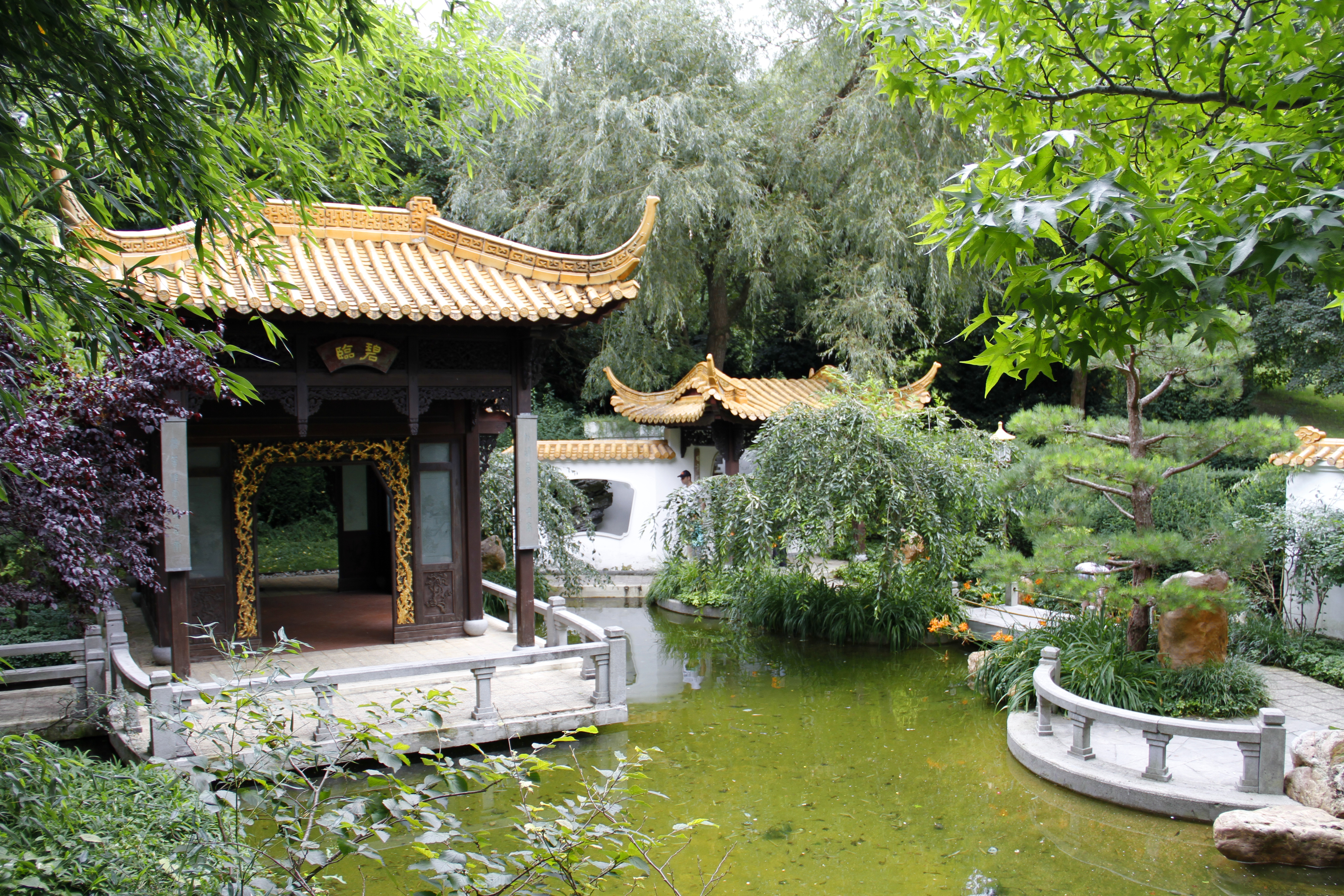
Chinese pagode
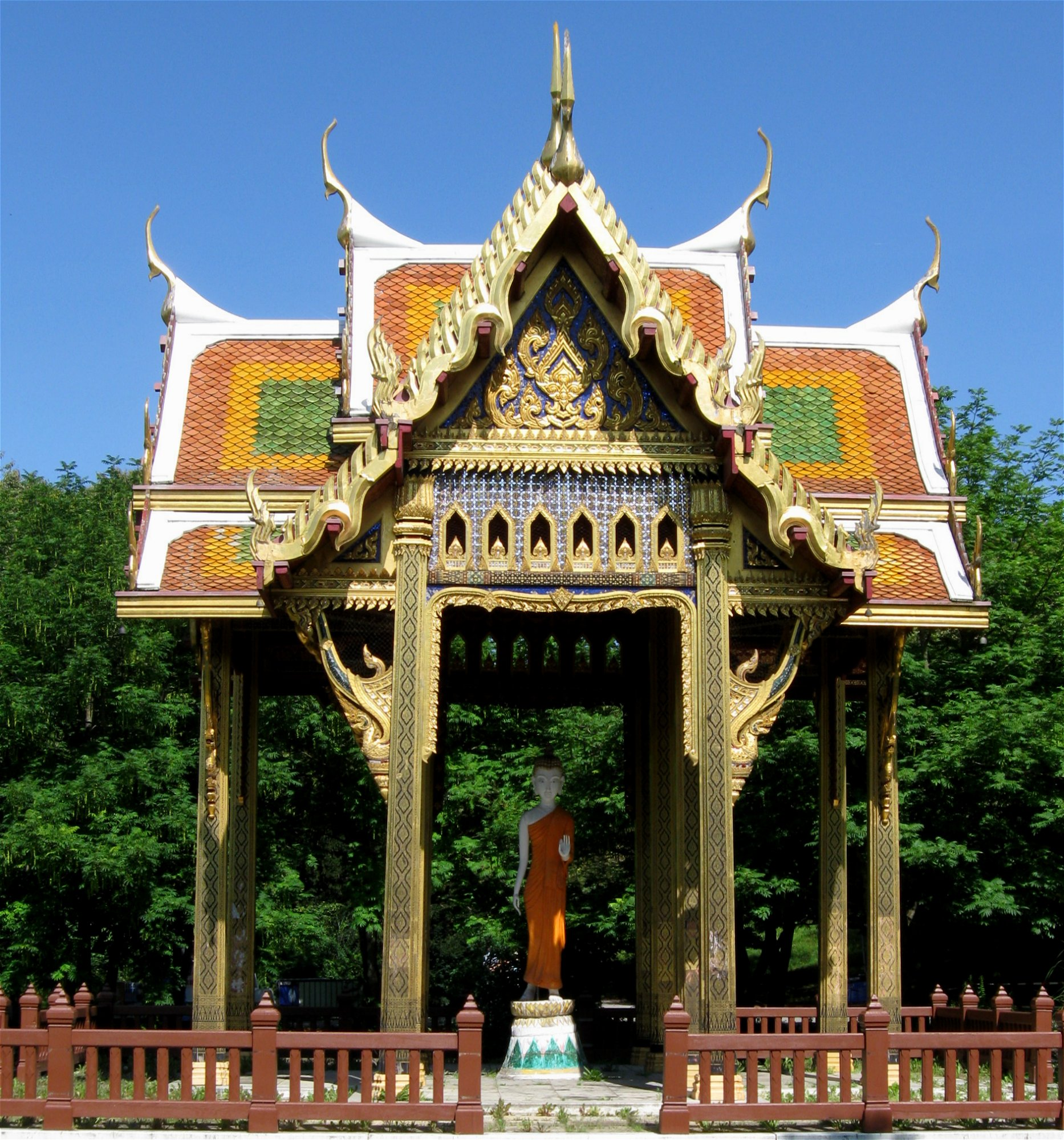
Thaise sala
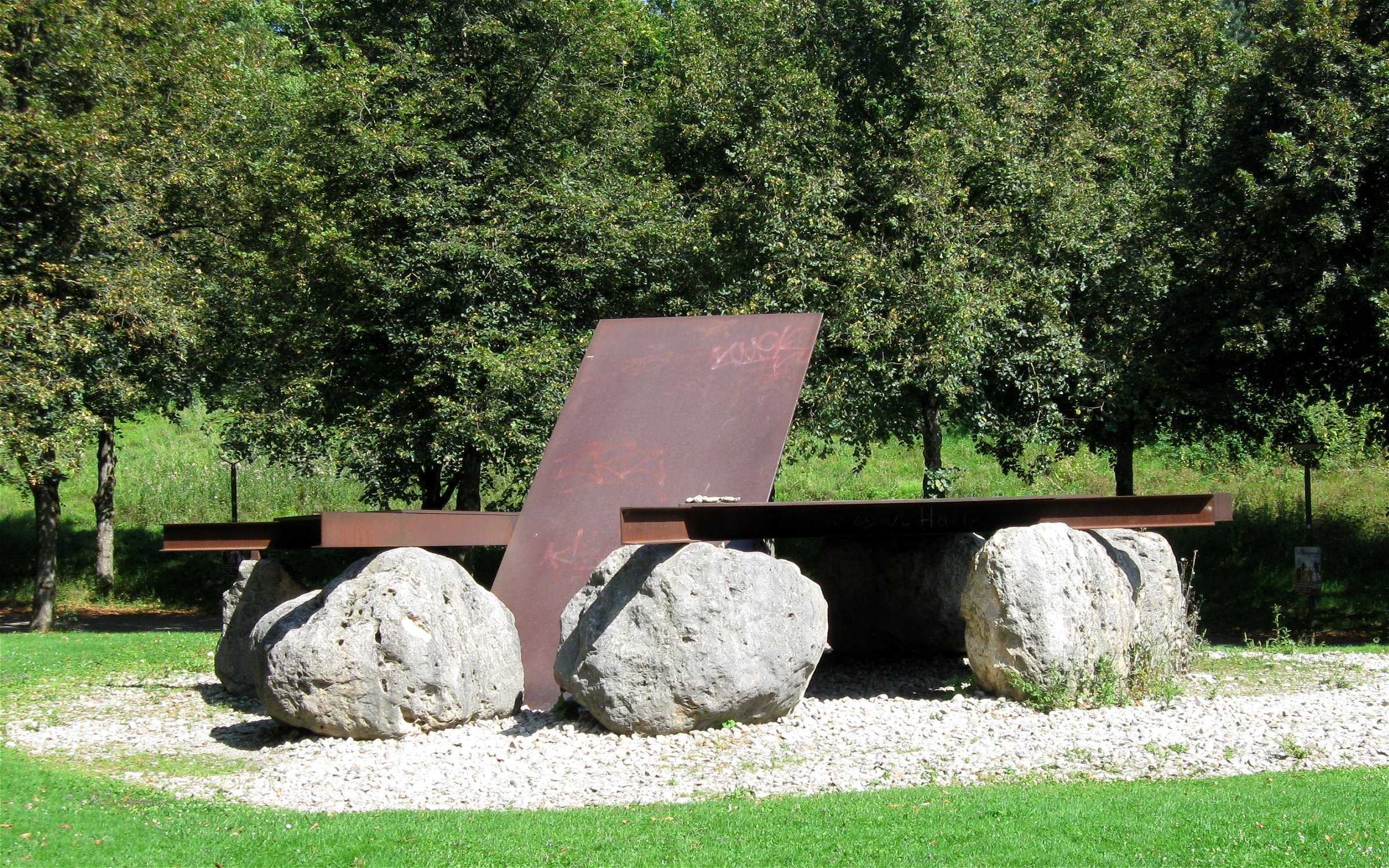
Terrasse van Jean Clareboudt
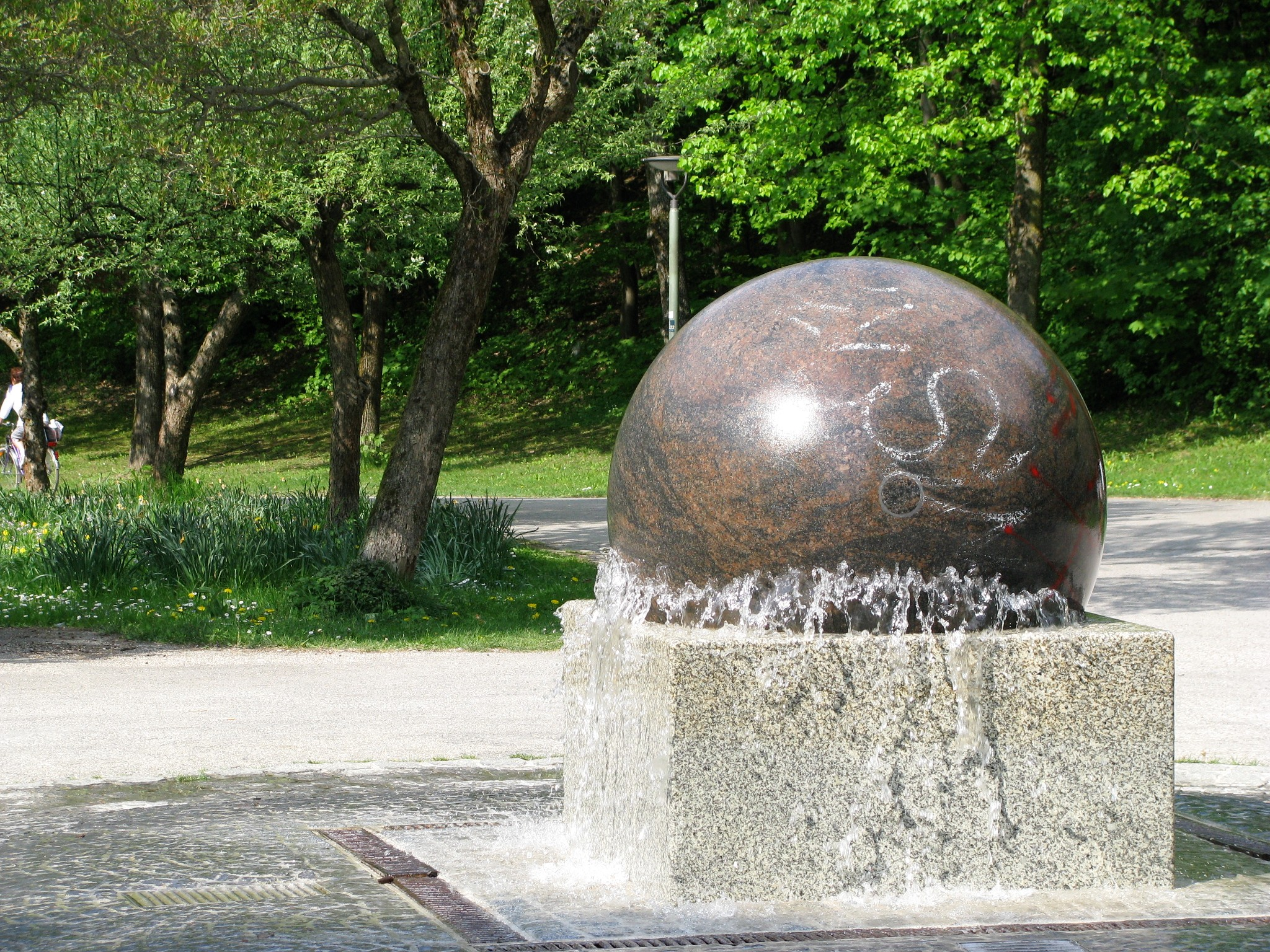
Kugelbrunnen van Christian Tobin